# (18247) 3151 T-2
A (18247) 3151 T-2 a Naprendszer kisbolygóövében található aszteroida. van Houten, C. J., van Houten-Groeneveld, I., Gehrels, T. fedezte fel 1973. szeptember 30-án.